# Branka Katić
Branka Katić (srbsky Бранка Катић, * 20. ledna 1970, Bělehrad, Jugoslávie) je srbská herečka.

## Kariéra
Proslavila se ve filmu Emira Kusturici Černá kočka, bílý kocour (1998), kde hraje roli mladé Idy, do které se zamiluje cikánský chlapec Zara. Poprvé se na obrazovce objevila už v roce 1983 v seriálu Nashlednou, Pet. Za svou kariéru účinkovala v několika úspěšných filmech a projektech ke kterým patří například Mi nismo andjeli z roku 1992, Hezké vesnice hezky hoří z roku 1996, Rane z roku 1998, Válečníci, což je TV film z roku 1999, kde si zahrál třeba i Predrag Bjelac.
K dalším úspěšným filmům, ve kterých hrála patří také film V červenci z roku 2000, televizní film Deník Anny Frankové z roku 2001, nebo Jagoda u Supermarketu z roku 2003 a Dveře dokořán z roku 2006, kde se objevili i takoví herci, jako Jude Law, Juliette Binoche, Robin Wright Penn nebo Vera Farmiga. Spousta hereckých hvězd se spolu s ní objevila i ve filmu Veřejní nepřátelé z roku 2009. Patří k nim Johnny Depp, Christian Bale, Marion Cotillard, Giovanni Ribisi, Leelee Sobieski a Channing Tatum. Zatím posledním úspěšným projektem z roku 2010 je Žena se zlomeným nosem.

## Filmografie
- 1983 – Nashledanou, Pet
- 1985 – S muži to není lehké
- 1987 – Bolji zivot (seriál)
- 1992 – Bulevar revolucije
- 1992 – Devojka s lampom (TV film)
- 1992 – Mi nismo andjeli
- 1992 – Policajac sa Petlovog brda (film a seriál)
- 1993 – Niko nije savršen (TV film)
- 1993 – Osmeh Margaret Jursenar (TV film)
- 1994 – Bice bolje
- 1994 – Otovrena vrata (TV film)
- 1994 – Policajac sa Petlovog brda 2
- 1994 – Slatko od snova
- 1995 – Tamna je noc
- 1995 – Ubistvo s predumisljajem
- 1996 – Hezké vesnice hezky hoří
- 1998 – Černá kočka, bílý kocour
- 1998 – Kod Lude ptice (seriál)
- 1998 – Rane
- 1998 – Zla zema (TV film)
- 1999 – Válečníci (TV film)
- 2000 – V červenci
- 2000 – Clocking off (seriál)
- 2000 – Mrtvé probouzeti (seriál)
- 2001 – Amadillo (seriál)
- 2001 – Deník Anne Frankové (TV film)
- 2002 – Dalších deset minut II.
- 2003 – Jagoda u supermarketu
- 2003 – Mije vs. tranzicija (seriál)
- 2004 – Civilní život
- 2004 – Láska a jiné průšvihy
- 2004 – Pad u raj
- 2006 – Dveře dokořán
- 2006 – HG Wells: War with the world (TV film)
- 2006 – Velká láska (seriál)
- 2009 – Veřejní nepřátelé
- 2010 – Žena se zlomeným nosem
- 2014 – Captain America: Návrat prvního Avengera